# Il grande gioco (serie televisiva)
Il grande gioco è una serie televisiva italiana diretta da Nico Marzano e Fabio Resinaro e distribuita su Sky Atlantic dal 18 novembre 2022.

## Trama
Corso Manni è un procuratore di calciatori caduto in disgrazia dopo false accuse alimentate da suo padre e la società per cui lavorava, la ISG, non se la passa molto bene: il leggendario CEO Dino De Gregorio sente il peso dell'età e di una grave malattia, mentre i suoi ambiziosi figli, Federico ed Elena, la ex moglie di Corso, bramano di sostituirlo. Intanto lo spietato russo Sasha Kirillov vuole espandere il controllo della sua Plustar sul calcio italiano. Corso contende alla ISG e alla Plustar la procura del campione Carlos Quintana e della promessa Antonio Lagioia usando il giovane collega Marco Assari come prestanome, mentre Elena accetta di collaborare con Kirillov per avere più possibilità di risollevare la sua società. Il gioco delle parti si infiamma ulteriormente quando Corso scopre che la denuncia fatta da suo padre è stata in realtà ordita da Dino.

## Episodi
| Stagione       | Episodi | Pubblicazione Italia |
| -------------- | ------- | -------------------- |
| Prima stagione | 8       | 2022                 |

## Produzione
La prima stagione della serie, composta da 8 episodi, viene distribuita sulla piattaforma Sky Atlantic a partire dal 18 novembre 2022.